# Josep Torras i Sampol
Josep Torras i Sampol (la Bisbal d'Empordà, província de Girona, 1869 - Barcelona, 1920) fou un advocat i polític català, diputat a les Corts Espanyoles durant la restauració borbònica.

## Biografia
Llicenciat en dret, treballà com a lletrat de la Diputació de Barcelona i des del 1894 com a notari. El 1892 participà en l'Assemblea de Manresa d'Unió Catalanista. Fou vocal de la directiva de l'Acadèmia de Jurisprudència i Legislació de Catalunya, i el 1904 aconseguí que es votés favorablement la seva proposta perquè les sessions de l'entitat es redactessin únicament en català.
Malgrat les seves tendències republicanes, inicialment milità a la Lliga Regionalista, però el 1904 formà part de l'Esquerra Catalana, que el 1906 es transformà en Centre Nacionalista Republicà, alhora que col·laborava a El Poble Català. A les eleccions generals espanyoles de 1907 fou elegit diputat per la Solidaritat Catalana pel districte de Torroella de Montgrí. Entre la seva tasca parlamentària destacaren els propostes per a un pla de carreteres per a enllaçar Cervià de Ter, Bordils, Sant Martí Vell i la Bisbal. El 1910, tot i haver-se retirat de la política activa, participà en la fundació de la Unió Federal Nacionalista Republicana.